# Euploea convallaria
Euploea convallaria är en fjärilsart som beskrevs av Otto Thieme 1904. Euploea convallaria ingår i släktet Euploea och familjen praktfjärilar. Inga underarter finns listade i Catalogue of Life.